# Emilio Mattucci
Emilio Mattucci (Atri, 20 marzo 1920 – Atri, 12 agosto 2000) è stato un politico italiano.
Nell'arco della sua carriera pubblica numerosi articoli e libri, tra cui: Una sfida temeraria e Lo schiaccianoci.

## Biografia
Nato da una famiglia di umili origini, nel 1937 supera la prova di maturità come autodidatta per poi laurearsi in materie letterarie nel 1946 e successivamente in pedagogia nel 1948. Inizia la sua carriera di insegnante già nel 1947 in materie letterarie presso la scuola media di Atri, poi nel 1951 come professore di filosofia ed infine come preside del liceo classico “L. Illuminati” sempre ad Atri.  

### Carriera politica
Nel 1951 presenta la prima candidatura al consiglio comunale nelle file della DC e viene eletto come consigliere di minoranza. Nello stesso anno è nominato dal Prefetto Commissario dell'ospedale S. Liberatore di Atri. Nel 1956 eletto sindaco di Atri con più di 3.000 preferenze; ottiene un nuovo mandato nel 1960. Nel 1965 è  eletto Presidente della Provincia di Teramo. Nel 1970 è eletto primo Presidente del Consiglio regionale e in questo ambito fu padre dello statuto regionale abruzzese, proprio in occasione della stesura dello statuto avvennero prima delle proteste a Pescara nel '70 e poi ci furono i moti dell'Aquila del 1971; egli stesso nel darne lettura commise un errore che scatenò le proteste. Nel 1975 riconfermato alla regione prima come assessore ai trasporti (rendendosi autore di una riforma dei trasporti pubblici regionali), poi come assessore all'urbanistica. Nel 1980 è nuovamente eletto alla regione, ottenendo l'incarico di assessore all'agricoltura per l'intero mandato. Nel 1985 eletto Presidente della giunta regionale, incarico svolto per tutto il mandato. Nel 1991 viene chiamato alla presidenza del Mediocredito Abruzzese, dove viene confermato per altri tre mandati fino al 1998.